# Peatling Parva
Peatling Parva – wieś w Anglii, w hrabstwie Leicestershire, w dystrykcie Harborough. Leży 14 km na południe od miasta Leicester i 132 km na północny zachód od Londynu. W 2001 miejscowość liczyła 181 mieszkańców.